# 三島町

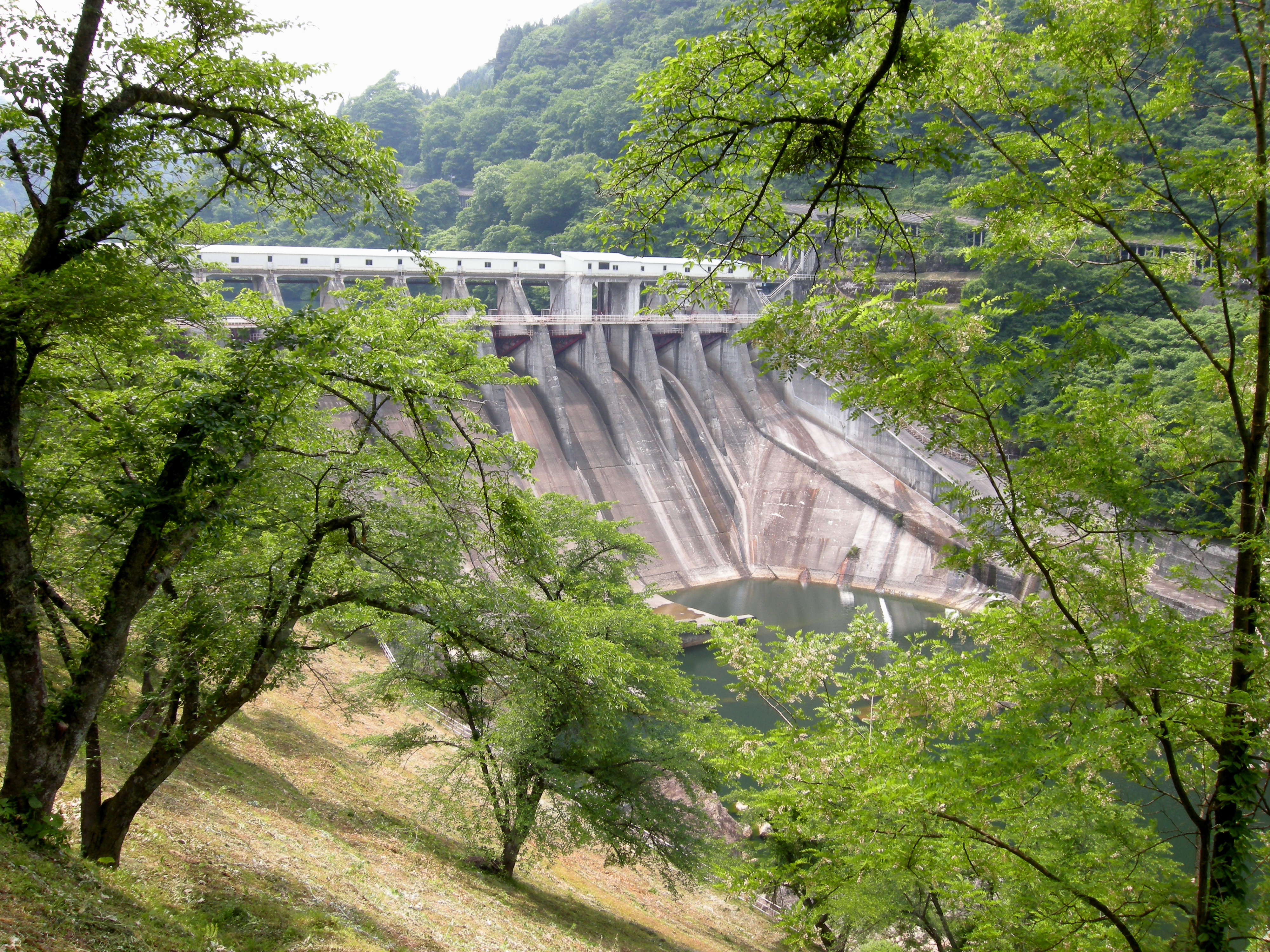
宮下ダム

三島町（みしままち）は、福島県会津地方中西部に位置し、大沼郡に属する町。
2012年に「日本で最も美しい村」連合に加盟。町名は旧宮下村にある「三島神社」に由来する。

## 地理
町の大部分は山林に覆われる。町の北部の只見川沿いに交通が開け、宮下地区には役場や病院など町の主要な機能が置かれている。やや川上に宮下ダムがあり、ダムを利用した水力発電所がある。
只見川沿いでは五段の河岸段丘が形成されており、西方集落は最上段、宮下集落は上から4段目に位置する。グリーンタフ地域である。
- 山 ：高森山、志津倉山
- 河川：只見川、大谷川
- 湖沼：宮下ダム（英語版）

### 人口
| 三島町（に相当する地域）の人口の推移 \| 1970年（昭和45年） \| 4,108人 \| \| \| 1975年（昭和50年） \| 3,766人 \| \| \| 1980年（昭和55年） \| 3,389人 \| \| \| 1985年（昭和60年） \| 3,180人 \| \| \| 1990年（平成2年） \| 2,883人 \| \| \| 1995年（平成7年） \| 2,674人 \| \| \| 2000年（平成12年） \| 2,474人 \| \| \| 2005年（平成17年） \| 2,250人 \| \| \| 2010年（平成22年） \| 1,926人 \| \| \| 2015年（平成27年） \| 1,668人 \| \| \| 2020年（令和2年） \| 1,452人 \| \| |         |  |
| 総務省統計局 国勢調査より |         |  |
| 1970年（昭和45年） | 4,108人 |  |
| 1975年（昭和50年） | 3,766人 |  |
| 1980年（昭和55年） | 3,389人 |  |
| 1985年（昭和60年） | 3,180人 |  |
| 1990年（平成2年） | 2,883人 |  |
| 1995年（平成7年） | 2,674人 |  |
| 2000年（平成12年） | 2,474人 |  |
| 2005年（平成17年） | 2,250人 |  |
| 2010年（平成22年） | 1,926人 |  |
| 2015年（平成27年） | 1,668人 |  |
| 2020年（令和2年） | 1,452人 |  |

## 歴史
三坂山にはかつて徳一が開基した36坊を有する大高寺があったとされる。
- 1889年（明治22年）4月1日 - 川西村、原谷村、三谷村、西川村誕生。
- 1889年（明治22年） - 西川村、原谷村、三谷村が、西川村外二ヶ村組合村となる。
- 1917年（大正6年）9月25日 - 川西村が、西方村と改称。
- 1941年 （昭和16年）10月28日 - 只見線（会津柳津～会津宮下間）開業。
- 1942年（昭和17年）
  - 4月1日 - 西川村外二ヶ村組合村が、宮下村となる[2]。
  - 4月11日 - 宮下集落で大火が発生し、ほとんどの家屋が全焼[2]。
- 1955年（昭和30年）7月20日 - 宮下村と西方村が合併し、三島村となる。
- 1961年（昭和36年）4月1日 - 三島村が町制施行し、三島町となる。

## 行政

### 町長
- 馬場利幸（任期：1956-1968、1976-1980）[4]
- 佐藤長雄（任期：1968-1976、1980-1995）[4]
- 斎藤茂樹（任期：1995-2011）[5]
- 二瓶隆司（任期：2011-2015）[6]
- 矢澤源成（任期：2015-）[7]

## 経済
会津桐の中心地であり、明治期より桐下駄の生産が盛ん。また、昭和期までは養蚕や葉たばこの生産が盛んであった。大正期までは薬用人参の栽培も盛んであった。
主力産業であった農林業の変化や人口減少が進んでいた1970年代、町の振興の方向性が模索され、企業誘致や大型資本によるリゾート開発ではなく、地域資源を活かし、地域・個人主体で理想の町をつくるという方針が生まれた。この方針に基づき生まれたのが後述の「ふるさと運動」であり、その後「生活工芸運動」「地区プライド運動」へと派生していった。

### ふるさと運動
「ふるさとを持たない都会の人たちに理想のふるさとを」をキャッチコピーとして1974年（昭和49年）に始まった「ふるさと運動」は、都市と農村の住民交流によって観光振興や地域づくりを図る取り組みで、「特別町民」と呼ばれる年会費制度を基軸とする。
町外在住の希望世帯に年会費1万円で多数の特典を与え、「ふるさとの家」と呼ばれる一般家庭へのホームステイや、「ふるさとの便」の送付、美坂高原での山菜採取・キャンプ・釣り・乗馬体験等の各種アクティビティなどを体験してもらうとともに、時には特別町民側から知識をもらうことも図るものであった。1974年度の特別町民は609世帯で、同年度はのべ3,003人が「ふるさとの家」に宿泊した。なお、会員制で親類同然の扱いゆえに、当時旅館業法の適用を除外して一般家庭への民泊が実現可能となった。
その後秋田県雄和町など全国多数の自治体で同様の取り組みが広まるきっかけになったと言われる。

### 特産品
- 桐の材木を使った工芸品が盛ん。
- 奥会津編み組細工（経済産業大臣指定伝統的工芸品）

### エネルギー
- 只見川沿いには水力発電施設がある。
- 2020年（令和2年）、町唯一のガソリンスタンドが廃業。マイカーや除雪車、暖房用燃料の調達が困難になることから、三島町が100%出資する農業法人が運営を担うことで営業を再開させた[14]。その後、2024年（令和6年）4月1日に町が設立する三島町サービスステーション（指定管理者制度を導入）が国道252号沿いに開設され、旧三島給油所は解体されることになった[15][16]。

## 郵便
- 宮下郵便局（集配局）
- 西方郵便局

## 交通

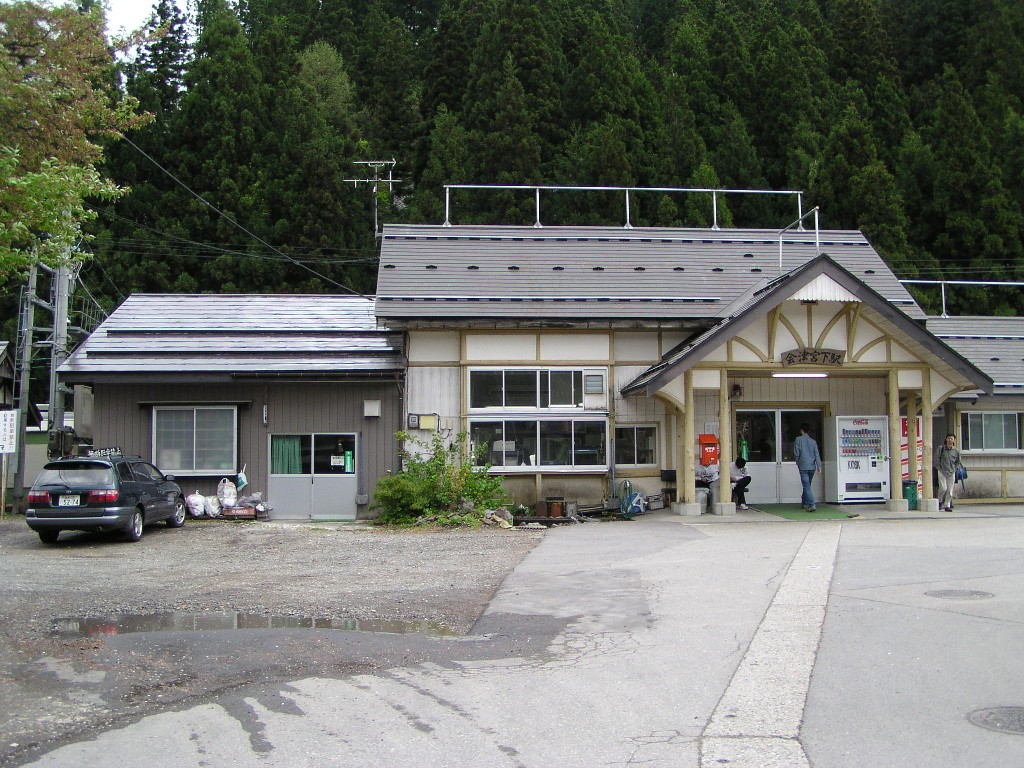
会津宮下駅

### 鉄道
中心となる駅：会津宮下駅
- 東日本旅客鉄道（JR東日本）
  - 只見線：会津桧原駅、会津西方駅、会津宮下駅、早戸駅

### バス
- 三島町営バス
- デマンドバス
- 会津バス「只見川線」 - 季節限定で道の駅（第一橋梁ビュースポット）および早戸温泉に停車する路線が運行されている[17]

### 道路
- 国道252号
- 国道400号
- 福島県道32号柳津昭和線
- 福島県道59号会津若松三島線

道の駅
- 尾瀬街道みしま宿

## 教育

### 中学校
- 三島町立三島中学校

### 小学校
- 三島町立三島小学校

## 観光

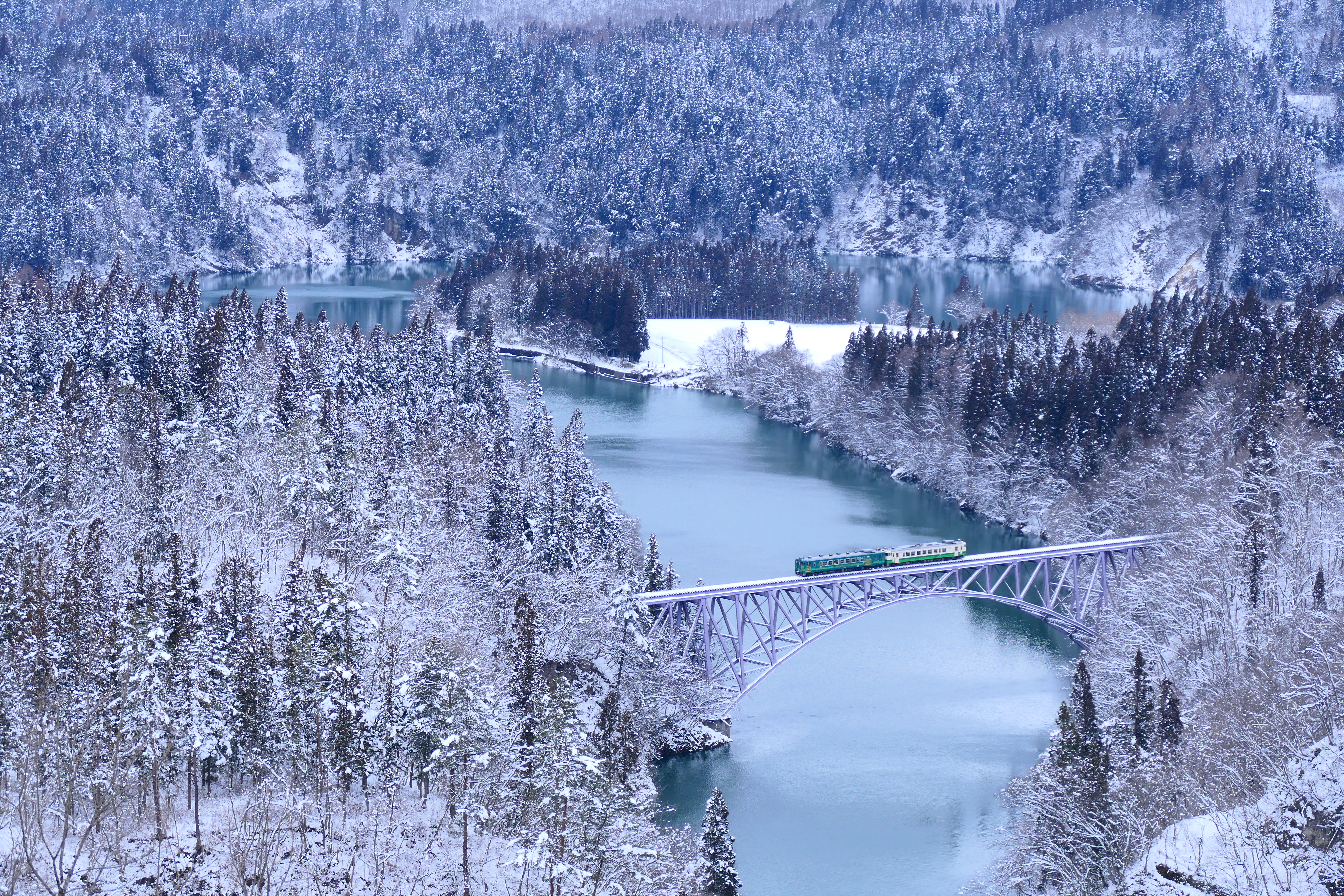
第一只見川橋梁

会津宮下駅前には三島町観光交流館「からんころん」があり、観光案内・休憩所の機能をもつほか、冬期を除き電動アシスト自転車を用いたレンタサイクルを実施している。町内には会津トレイルのコースが設定されている。

### 只見川・只見線
新緑や紅葉、雪景色など四季折々の風景や、川霧による幻想的な風景を求めて国内外から観光客・カメラマンが訪れている。
- 第一只見川橋梁ビューポイント
- 第二只見川橋梁、第三只見川橋梁
- みやしたアーチ3橋（兄）弟[21]
- 霧幻峡の渡し

### 自然・レジャー
- 大林ふるさとの山
カタクリ・オオヤマザクラの名所[22]
- 滝谷風穴
- 美坂高原
かつての茅場を1966年（昭和41年）より町営牧場としたもので、前述の「ふるさと運動」の一環で1974年（昭和49年）に「美坂高原ふるさと公園」としてオープンした[11][8]。

### 体験施設
- 三島町生活工芸館
工業意匠学の宮崎清千葉大学講師が、冬季に多くの農家が手づくりしていた農作業具や生活用具が豊富に残る町を訪れたことをきっかけに、「生活工芸運動」を提唱[23]。1981年（昭和56年）に始まったこの取り組みでは、ものづくり教室や生活工芸品展などが行われてきたが、その拠点施設として1986年オープン[23]。
- 森の校舎「カタクリ」
1995年（平成7年）3月に廃校になった西方小学校校舎を活用し、1998年（平成10年）6月に三島町生涯学習センター宿泊研修施設としてオープン[24]。

### 街並み・社寺
- 屋号看板の街並み（宮下地区）[25]
- 西隆寺

### 温泉
- 宮下温泉
- 早戸温泉

### 祭事・催事

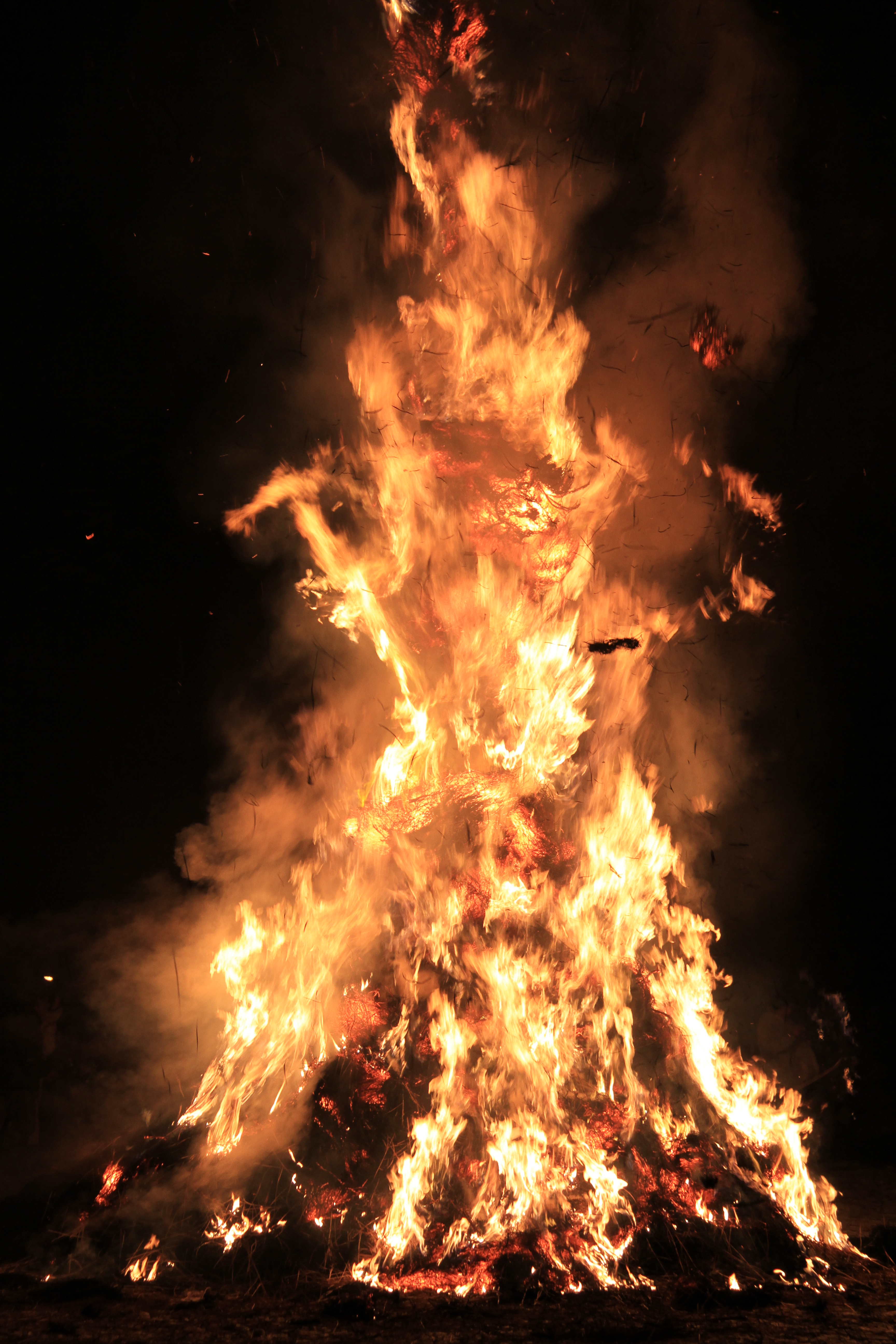
三島のサイノカミ

各集落で鳥追いや虫送り、だんごさし、若水汲み、初午など多くの年中行事が残っていることが特筆され、13種33地区の行事が県の重要無形民俗文化財に指定されている。
- 三島のサイノカミ（1月・国の重要無形民俗文化財）
- 雪と火のまつり（2月）
- 高清水集落 ひな流し（3月・県の重要無形民俗文化財）
- 生活工芸品展（3月）[27]
- ふるさと会津工人まつり（6月）[27] - 1987年（昭和62年）に第1回が開催された[10]。
- 三島神社例大祭（9月）

## 三島町を舞台とした作品

### ドラマ
- 鉄オタ道子、2万キロ - 第5話「福島県・早戸駅／絶景渡し船に乗れる駅」（2022年2月6日、テレビ東京）